# Elfriede Tröstchel
Elfriede Trötschel (11 de diciembre de 1913, Dresde - 20 de junio de 1958, Berlín) fue una soprano alemana con amplio repertorio fallecida en absoluta plenitud vocal. 

## Biografía
Estudió en Dresde con Sophie Kuhnau-Bernard y Paul Schoffler. El director Karl Böhm la seleccionó para su debut a los 20 años en la Semperoper, en 1933, permaneciendo en la compañía hasta 1950. Su carrera internacional comenzó en Berlín Staatsoper de Viena en 1951 continuando en Florencia, Nápoles, Lisboa, Glyndebourne Festival, y en Covent Garden en Londres, en 1954.
Su repertorio exhibió Agathe en Der Freischütz, Marenka, Antonia, Rusalka , Violetta en La traviata, Cio-Cio-San en Madama Butterfly, y otras. Fue una admirada recitalista.
Falleció de cáncer a los 44 años.

## Grabaciones
- Smetana - Die Verkaufte Braut - Elfriede Trötschel, Richard Holm, Georg Stern, Frithof Sentpaul, Martha Geister - Frankfurt Radio Chorus and Orchestra, Karl Elmendorff - Cantus Classic (1953)

- Dvořák - Rusalka - Elfriede Trötschel, Helmut Schindler, Lisa Otto, Gottlob Frick - Dresden Radio Chorus and Orchestra, Joseph Keilberth - Relief (1948)